# Kęstutis Skrebys
Kęstutis Skrebys (* 14. Juni 1965 in Panevėžys) ist ein litauischer Politiker, ehemaliger Minister und Mitglied des Seimas sowie Sportfunktionär.

## Leben
Nach dem Abitur 1983 an der 4. Mittelschule Panevėžys studierte er von 1983 bis 1985 an der Physikfakultät der Universität Vilnius. 1990 absolvierte er mit Auszeichnung das Studium an der Technischen Universität in Kaunas, von 1998 bis 2002 das Bachelorstudium des Rechts und 2004 das Masterstudium des Rechts an der Mykolas-Romeris-Universität in Vilnius.
Von 1985 bis 1991 war er Laborant, Oberlaborant und Assistent an der Fakultät Panevėžys des Polytechnischen Instituts Kaunas. Von 2001 bis 2005 war er Direktor von UAB „Eurocom“ (Tochterunternehmen von Vilniaus prekyba). Ab 2006 arbeitete er als Anwaltsgehilfe in einer Anwaltskanzlei. Von 1992 bis 1996 und von 1996 bis 2000 war er Mitglied des Seimas, von 1996 bis 1999 Minister für Verwaltungsreformen und Angelegenheiten der Gemeinden.
Von 1998 bis 1999 war er Präsident des Schachverbands Litauens (Lietuvos šachmatų federacija).